# Don't Cry Now
Don't Cry Now es el cuarto álbum de estudio de la cantante estadounidense Linda Ronstadt. Fue publicado en septiembre de 1973 a través de Asylum Records.

## Canciones
Don't Cry Now constaba de diez canciones. El coproductor JD Souther compuso tres temas: «I Can Almost See It», «The Fast One» y la canción que da nombre al álbum. Una selección de canciones del álbum fueron versiones. Entre ellos estaba «Love Has No Pride», que fue grabado por primera vez por Bonnie Raitt. Un segundo fue «Silver Threads and Golden Needles»; aunque fue grabada por primera vez por Wanda Jackson en 1956, fue un éxito para The Springfields en 1962 en los Estados Unidos, donde alcanzó la posición número 20 en el Hot 100. También se incluyó «Sail Away» de Randy Newman, «Desperado» de Eagles y «I Believe in You» de Neil Young.

## Recepción de la crítica
Un escritor no especificado de la revista Record World comentó: “La cautivadora Linda ha hecho un álbum tan bonito como ella, lleno de voces puras primaverales y ricos acompañamientos country. «Love Has No Pride» es una balada impresionante, «Sail Away» es un gran evangelio y «I Believe in You» de Neil Young es inquietante e intensa. Linda contará con fans de FM, fans del country y poppers entre sus seguidores con este súper álbum”. Un escritor no especificado de la revista Cash Box declaró: “No es exagerado afirmar enfáticamente que esta es la colección que lo hará por ella. Con solo escuchar sus rockeros country llenos de energía, «The Fast One» y «Silver Threads and Golden Needles», y sus baladas country perfectamente diseñadas, «Colorodo», «Love Has No Pride» o «Desperado», el mundo se va a enganchar”. Un escritor no especificado de la revista Billboard describió el álbum como “fresco y reflexivo”, añadiendo: “Fresco en el sentido de que canta más lento de lo que normalmente estamos acostumbrados a escucharla y reflexivo en el sentido de que recuerda su origen country-folk y se apoya en estas influencias para su posición principal en la música pop”.

## Lista de canciones
| Lado uno |                                     |                           |          |  |
| N.º      | Título                              | Escritor(es)              | Duración |  |
| 1.       | «I Can Almost See It»               | J. D. Souther             | 3:50     |  |
| 2.       | «Love Has No Pride»                 | Eric Kaz Libby Titus      | 4:12     |  |
| 3.       | «Silver Threads and Golden Needles» | Dick Reynolds Jack Rhodes | 2:25     |  |
| 4.       | «Desperado»                         | Don Henley Glenn Frey     | 3:33     |  |
| 5.       | «Don't Cry Now»                     | Souther                   | 4:29     |  |

| Lado dos |                            |                                            |          |  |
| N.º      | Título                     | Escritor(es)                               | Duración |  |
| 1.       | «Sail Away»                | Randy Newman                               | 3:08     |  |
| 2.       | «Colorado»                 | Rick Roberts                               | 4:19     |  |
| 3.       | «The Fast One»             | Souther                                    | 3:41     |  |
| 4.       | «Everybody Loves a Winner» | Bill Williams Booker T. Jones William Bell | 3:19     |  |
| 5.       | «I Believe in You»         | Neil Young                                 | 2:50     |  |

## Posicionamiento

### Gráfica semanal
| Gráfica (1973–74)                                 | Pico de posición |
| ------------------------------------------------- | ---------------- |
| Australia (Kent Music Report)                     | 46               |
| Canadá (RPM Top Albums)                           | 51               |
| Estados Unidos (Billboard Top LPs & Tape)         | 45               |
| Estados Unidos (Billboard Hot Country LPs)        | 5                |
| Estados Unidos (Cash Box Top 100 Albums)          | 36               |
| Estados Unidos (Cash Box Top Country Albums)      | 4                |
| Estados Unidos (Record World Album Chart)         | 30               |
| Estados Unidos (Record World Country Album Chart) | 5                |

### Gráfica de fin de año
| Gráfica (1974)                               | Pico de posición |
| -------------------------------------------- | ---------------- |
| Estados Unidos (Billboard Top LPs & Tape)    | 61               |
| Estados Unidos (Cash Box Top Country Albums) | 49               |

## Certificaciones y ventas
| País                  | Certificación | Ventas  |
| --------------------- | ------------- | ------- |
| Estados Unidos (RIAA) | Oro           | 500 000 |